# Уудмяэ, Яак Яакович
Яа́к Яа́кович Уудмя́э (эст. Jaak Uudmäe; 3 сентября 1954, Таллин, Эстонская ССР, СССР) — советский легкоатлет (тройной прыжок, прыжки в длину). Олимпийский чемпион 1980 года, заслуженный мастер спорта СССР (1980).

## Биография
Родился 3 сентября 1954 года в Таллине.
Начал заниматься лёгкой атлетикой в довольно позднем возрасте — в 1972 году, уже будучи студентом ВУЗа. Выступал за ДСО «Йыуд» (Тарту).
Окончил Тартускую сельскохозяйственную академию, дипломированный экономист.
В 1979 и 1980 годах выбирался спортсменом года Эстонии. В марте 1977 года завоевал второе место в тройном прыжке на чемпионате Европы по лёгкой атлетике в помещении (Сан-Себастьян, Испания) с результатом 16,46 м. В феврале 1979 года получил бронзу в тройном прыжке на чемпионате Европы по лёгкой атлетике в помещении (Вена, Австрия) с результатом 16,91 м, а в сентябре того же года завоевал серебро с результатом 17,20 м в тройном прыжке на Летней Универсиаде в Мехико. В феврале 1980 года получил серебряную медаль в той же дисциплине на чемпионате Европы по лёгкой атлетике в помещении (Зиндельфинген, ФРГ) с результатом 16,51 м.
В июле того же года на Олимпиаде-80 в Москве стал олимпийским чемпионом в тройном прыжке с результатом 17,35 м. Спустя 35 лет Федерация лёгкой атлетики Австралии заявила, что на самом деле лучший результат в тройном прыжке на Московской олимпиаде якобы показал австралийский легкоатлет Ян Кэмпбелл. В третьей попытке Кэмпбелл прыгнул между отметками 17,39 и 17,89 метра (олимпийский и мировой рекорды на тот момент соответственно), однако его результат не засчитали, так как он нарушил правила.
Личные рекорды в тройном прыжке на открытом воздухе — 17,35 м (Москва, 1980), в закрытых помещениях — 17,10 м (Минск, 1979) В чемпионатах СССР занимал 2-е (1979) и 3-е место (1978, 1980).
Другие достижения:
- 1975, чемпион ЭССР в закрытых помещениях, 15,72 м (тройной прыжок).
- 1976, чемпион ЭССР, 16,08 м (тройной прыжок).
- 1977, чемпион ЭССР в закрытых помещениях, 15,98 м (тройной прыжок).
- 1978, чемпион ЭССР, 15,90 м (тройной прыжок).
- 1978, чемпион ЭССР в закрытых помещениях, 15,44 м (тройной прыжок), 7,29 м (прыжки в длину).
- 1983, чемпион ЭССР, 16,08 м (тройной прыжок).
- 1983, чемпион ЭССР в закрытых помещениях, 16,60 м (тройной прыжок).
- 1985, чемпион ЭССР в закрытых помещениях, 15,75 м (тройной прыжок).
- 1986, чемпион ЭССР, 16,03 м (тройной прыжок).
- 1988, чемпион ЭССР, 15,36 м (тройной прыжок).

После окончания спортивной карьеры работал тренером по лёгкой атлетике в г. Отепя. В 1990—1998 годах был заместителем мэра и председателем городского совета Отепя. В 1998—1999 годах был генеральным секретарём Эстонской легкоатлетической федерации. В 2000—2013 годах работал преподавателем физкультуры в частной школе, с 2013 года депутат горсовета Таллина.
Вошёл в составленный в 1999 году по результатам письменного и онлайн-голосования список 100 великих деятелей Эстонии XX века.

## Семья
Пятеро детей: три сына и две дочери. Один из его сыновей, Яанус Уудмяэ (Jaanus Uudmäe, р. 24 декабря 1980), также выступал за Эстонию на ряде европейских чемпионатов по лёгкой атлетике в прыжках в длину и в тройном прыжке.